# 釐公 (陳)
釐公（きこう）は、西周の諸侯である陳の君主（在位前832年 - 前796年）。僖公とも書かれる。姓は嬀、名は孝。幽公の子として生まれた。幽公の後をうけて陳国の君主となった。武公の父。